# ایگر ایکتکسی
ایگر ایکتکسی (انگلیسی: Ager Aketxe؛ زادهٔ ۳۰ دسامبر ۱۹۹۳) بازیکن فوتبال اهل اسپانیا است که برای باشگاه فوتبال ایبار بازی می‌کند.
از باشگاه‌هایی که در آن بازی کرده‌است می‌توان به باشگاه فوتبال اتلتیک بیلبائو، باشگاه فوتبال آلمریا، باشگاه فوتبال تورنتو، باشگاه فوتبال دپورتیوو لاکرونیا، باشگاه فوتبال ایبار، باشگاه فوتبال کادیس، و باشگاه فوتبال اتلتیک بیلبائو بی اشاره کرد.
وی همچنین در تیم ملی فوتبال زیر ۲۰ سال اسپانیا بازی کرده‌است.